# Delonte West
Delonte Maurice West (Washington, 26 luglio 1983) è un ex cestista statunitense.
Alto 191 cm per 82 kg, giocava come guardia.

## Carriera
West giocò nella Saint Joseph's University fino al 2004. Scelto come 24º al Draft NBA, iniziò la sua carriera nella National Basketball Association con la maglia dei Boston Celtics. Durante la sua prima stagione, subì alcuni infortuni che non gli permisero di trovare spazio nel quintetto titolare.
Nella stagione 2005-06, Doc Rivers lo promosse titolare. Durante quella stagione, fece parte della squadra sophomore all'NBA All-Star Weekend. Dopo un tentativo di farlo giocare come guardia tiratrice, West tornò nella sua posizione naturale di play nel 2006-07.
Il 28 giugno 2007 venne ceduto dai Celtics per approdare ai SuperSonics, insieme a Jeff Green e Wally Szczerbiak, in cambio di Ray Allen e Glen Davis.
Il 21 febbraio 2008 venne trasferito ai Cleveland Cavaliers insieme al suo compagno di squadra Wally Szczerbiak, in cambio di Donyell Marshall, Ira Newble e il cestista dei Chicago Bulls Adrian Griffin. Nei play-off del 2008, quando i Cavaliers incontrarono i Washington Wizards, in gara-4 mise a segno la tripla decisiva a 5 secondi dal termine, concludendo la partita con 21 punti a referto. La partita finì con il punteggio di 100 a 97 a favore dei Cavaliers, permettendogli di portarsi sul 3-1 nella serie che poi avrebbero vinto per 4-2.
Nell'estate 2010 tornò Boston Celtics come sesto uomo, non trovando spazio nel quintetto titolare. Dopo una breve parentesi ai Dallas Mavericks, West si ritirò dalla NBA nel 2012.

## Statistiche

### College
| Anno      | Squadra            | PG | PT | MP   | TC%  | 3P%  | TL%  | RP  | AP  | PRP | SP  | PP   |
| --------- | ------------------ | -- | -- | ---- | ---- | ---- | ---- | --- | --- | --- | --- | ---- |
| 2001-2002 | St. Joseph's Hawks | 31 | 2  | 17,0 | 46,9 | 11,8 | 66,7 | 3,0 | 1,2 | 0,8 | 0,1 | 5,9  |
| 2002-2003 | St. Joseph's Hawks | 26 | 22 | 30,2 | 47,4 | 37,4 | 81,4 | 4,3 | 3,2 | 1,6 | 0,2 | 17,3 |
| 2003-2004 | St. Joseph's Hawks | 32 | 32 | 33,5 | 51,0 | 41,2 | 89,2 | 5,7 | 4,7 | 1,7 | 0,2 | 18,9 |
| Carriera  | Carriera           | 89 | 56 | 26,8 | 48,9 | 37,7 | 83,1 | 4,2 | 3,0 | 1,4 | 0,2 | 13,9 |

### NBA

#### Regular Season
| Anno      | Squadra             | PG  | PT  | MP   | TC%  | 3P%  | TL%  | RP  | AP  | PRP | SP  | PP   |
| --------- | ------------------- | --- | --- | ---- | ---- | ---- | ---- | --- | --- | --- | --- | ---- |
| 2004-2005 | Boston Celtics      | 39  | 7   | 13,0 | 42,6 | 35,8 | 70,4 | 1,7 | 1,4 | 0,5 | 0,2 | 4,5  |
| 2005-2006 | Boston Celtics      | 71  | 71  | 34,1 | 48,7 | 38,5 | 85,1 | 4,1 | 4,6 | 1,2 | 0,6 | 11,8 |
| 2006-2007 | Boston Celtics      | 69  | 47  | 32,2 | 42,7 | 36,5 | 85,3 | 3,0 | 4,4 | 1,1 | 0,5 | 12,2 |
| 2007-2008 | Seattle S.Sonics    | 35  | 5   | 20,8 | 38,8 | 33,9 | 66,7 | 2,7 | 3,2 | 0,9 | 0,3 | 6,8  |
| 2007-2008 | Cleveland Cavaliers | 26  | 26  | 31,0 | 44,0 | 36,7 | 78,8 | 3,7 | 4,5 | 1,1 | 0,7 | 10,3 |
| 2008-2009 | Cleveland Cavaliers | 64  | 64  | 33,6 | 45,7 | 39,9 | 83,3 | 3,2 | 3,5 | 1,5 | 0,2 | 11,7 |
| 2009-2010 | Cleveland Cavaliers | 60  | 3   | 25,0 | 44,5 | 32,5 | 81,0 | 2,8 | 3,3 | 0,9 | 0,5 | 8,8  |
| 2010-2011 | Boston Celtics      | 24  | 2   | 18,9 | 45,8 | 36,4 | 86,7 | 1,5 | 2,7 | 0,8 | 0,4 | 5,6  |
| 2011-2012 | Dallas Mavericks    | 44  | 33  | 24,1 | 46,1 | 35,5 | 88,6 | 2,3 | 3,2 | 1,3 | 0,3 | 9,6  |
| Carriera  | Carriera            | 432 | 258 | 27,4 | 44,8 | 37,2 | 82,6 | 2,9 | 3,6 | 1,1 | 0,4 | 9,7  |

#### Playoffs
| Anno     | Squadra             | PG | PT | MP   | TC%  | 3P%  | TL%  | RP  | AP  | PRP | SP  | PP   |
| -------- | ------------------- | -- | -- | ---- | ---- | ---- | ---- | --- | --- | --- | --- | ---- |
| 2005     | Boston Celtics      | 7  | 3  | 16,4 | 52,4 | 45,5 | 50,0 | 1,3 | 0,6 | 1,0 | 0,1 | 4,1  |
| 2008     | Cleveland Cavaliers | 13 | 13 | 34,8 | 40,0 | 42,9 | 85,4 | 3,3 | 4,2 | 1,2 | 0,5 | 10,8 |
| 2009     | Cleveland Cavaliers | 14 | 14 | 42,2 | 46,5 | 33,3 | 83,3 | 3,5 | 4,1 | 1,4 | 0,5 | 13,8 |
| 2010     | Cleveland Cavaliers | 11 | 0  | 24,5 | 41,8 | 15,8 | 93,8 | 1,9 | 2,6 | 0,8 | 0,3 | 6,7  |
| 2011     | Boston Celtics      | 9  | 0  | 18,9 | 46,8 | 36,8 | 80,0 | 1,9 | 1,3 | 0,6 | 0,0 | 6,6  |
| 2012     | Dallas Mavericks    | 4  | 3  | 22,0 | 42,3 | 50,0 | 100  | 1,8 | 2,0 | 0,8 | 0,0 | 7,5  |
| Carriera | Carriera            | 58 | 33 | 29,1 | 44,2 | 36,1 | 84,7 | 2,5 | 2,8 | 1,0 | 0,3 | 9,1  |

## Vita privata
Nel 2008 ha avuto un eccesso di rabbia contro un arbitro in un'amichevole durante il training camp. In seguito a quest'episodio, lasciò la squadra per iniziare le cure per la sindrome bipolare di cui era sofferente.
Nel settembre 2009 venne arrestato per possesso illegale di armi da fuoco. Inizialmente, fu fermato per guida pericolosa in moto, ma in seguito la polizia gli trovò addosso due pistole e un fucile, nascosto nella custodia di una chitarra.
Nel gennaio 2020 è divenuta pubblica la sua condizione di disturbo mentale, con la quale combatte da anni.
Da anni vive da senzatetto, nonostante i tentativi di Mark Cuban di aiutarlo, finendo nuovamente nei guai con la giustizia nel novembre 2024.